# Nepal na Letnich Igrzyskach Olimpijskich 2004
Nepal na Letnich Igrzyskach Olimpijskich 2004 reprezentowało 6 zawodników: trzech mężczyzn i trzy kobiety. Był to dziesiąty start Nepalu na letnich igrzyskach olimpijskich.

## Skład reprezentacji

### Lekkoatletyka
Mężczyźni
| Zawodnik                  | Konkurencja    | Eliminacje | Eliminacje | Finał | Finał   |
| Zawodnik                  | Konkurencja    | Wynik      | Miejsce    | Wynik | Miejsce |
| ------------------------- | -------------- | ---------- | ---------- | ----- | ------- |
| Rajendra Bahadur Bhandari | bieg na 5000 m | 14:04.89   | 34.        | NQ    | NQ      |

Kobiety
| Zawodniczka       | Konkurencja    | Eliminacje | Eliminacje | Półfinał | Półfinał | Finał | Finał   |
| Zawodniczka       | Konkurencja    | Wynik      | Miejsce    | Wynik    | Miejsce  | Wynik | Miejsce |
| ----------------- | -------------- | ---------- | ---------- | -------- | -------- | ----- | ------- |
| Kanchhi Maya Koju | bieg na 1500 m | 4:38.17    | 41.        | NQ       | NQ       | NQ    | NQ      |

### Pływanie
Mężczyźni
| Zawodnik       | Konkurencja             | Eliminacje | Eliminacje | Półfinał | Półfinał | Finał | Finał   |
| Zawodnik       | Konkurencja             | Czas       | Miejsce    | Czas     | Miejsce  | Czas  | Miejsce |
| -------------- | ----------------------- | ---------- | ---------- | -------- | -------- | ----- | ------- |
| Alice Shrestha | 100 m stylem klasycznym | 1:12.25    | 59.        | NQ       | NQ       | NQ    | NQ      |

Kobiety
| Zawodniczka   | Konkurencja             | Eliminacje | Eliminacje | Półfinał | Półfinał | Finał | Finał   |
| Zawodniczka   | Konkurencja             | Czas       | Miejsce    | Czas     | Miejsce  | Czas  | Miejsce |
| ------------- | ----------------------- | ---------- | ---------- | -------- | -------- | ----- | ------- |
| Nayana Shakya | 100 m stylem klasycznym | 1:32.92    | 47.        | NQ       | NQ       | NQ    | NQ      |

### Strzelectwo
Mężczyźni
| Zawodnik      | Konkurencja               | Kwalifikacje | Kwalifikacje | Finał | Finał   |
| Zawodnik      | Konkurencja               | Wynik        | Miejsce      | Wynik | Miejsce |
| ------------- | ------------------------- | ------------ | ------------ | ----- | ------- |
| Tika Shrestha | karabin pneumatyczny 10 m | 579          | 46.          | NQ    | NQ      |

### Taekwondo
Kobiety
| Zawodniczka    | Konkurencja | 1/16                | Ćwierćfinał         | Półfinał            | Ćwierćfinał repasaży | Półfinał repasaży   | Finał/BM            |
| Zawodniczka    | Konkurencja | Przeciwniczka Wynik | Przeciwniczka Wynik | Przeciwniczka Wynik | Przeciwniczka Wynik  | Przeciwniczka Wynik | Przeciwniczka Wynik |
| -------------- | ----------- | ------------------- | ------------------- | ------------------- | -------------------- | ------------------- | ------------------- |
| Sangina Baidya | - 49 kg     | Chen S-h P 4 - 0    | NQ                  | NQ                  | Mora P -1 - 5        | NQ                  | NQ                  |